# Seeboldia korgosella
Seeboldia korgosella là một loài bướm đêm thuộc họ Pyralidae và loài duy nhất thuộc chi Seeboldia. Nó được tìm thấy ở châu Âu, bao gồm Pháp và Tây Ban Nha.